# Des Moines-klass
Des Moines-klassen var en klass kryssare som började byggas för USA:s flotta under slutet av andra världskriget. De var de sista kryssarna med enbart artilleribeväpning som byggdes i USA. Av de planerade tolv kryssarna avbeställdes alla utom tre efter krigets slut, inklusive USS Dallas (CA-140) som redan var påbörjad.
Des Moines-klassen var baserad på den äldre Baltimore-klassen, men var större och hade snabbskjutande kanoner med automatladdning, vilket gav betydligt förbättrad eldkraft. Ursprungligen skulle de ha haft två sjöflygplan med katapulter, men de färdigställdes i stället med helikopterplatta. Kranen för att lyfta upp sjöflygplan från vattnet fick dock vara kvar och användes för att ta upp eller sjösätta båtar från helikopterdäck.

## Fartyg i klassen

### Samtliga fartyg
- USS Des Moines (CA-134). Se nedan
- USS Salem (CA-139). Se nedan
- USS Dallas (CA-140). Kölsträckt 15 oktober 1945. Avbeställt 6 juni 1946
- CA-141. Avbeställd 7 januari 1946
- CA-142. Avbeställd 12 augusti 1945
- CA-143. Avbeställd 12 augusti 1945
- USS Newport News (CA-148). Se nedan
- CA-149. Avbeställd 12 augusti 1945
- CA-150. Avbeställd 12 augusti 1945
- CA-151. Avbeställd 12 augusti 1945
- CA-152. Avbeställd 12 augusti 1945
- CA-153. Avbeställd 12 augusti 1945

### Färdigbyggda fartyg

#### USSDes Moines(CA-134)
Påbörjad: 28 maj 1945, Sjösatt: 27 september 1946, Tagen i tjänst: 16 november 1948, Avrustad: 6 juli 1961, Skrotad 2007

Under sina första år var Des Moines baserad i Newport, Rhode Island men ombaserades 1950 till Norfolk, Virginia. Varje år mellan 1949 och 1957 genomförde hon patruller i Medelhavet och tjänstgjorde då som flaggskepp för sjätte flottan. Under dessa patruller besökte hon bland annat Rijeka och Dubrovnik i dåvarande Jugoslavien. Hon gjorde också en viktig insats under Suezkrisen 1956 och Libanonkrisen 1958 genom att projicera amerikansk militär närvaro i östra Medelhavet.
I juli 1961 avrustades Des Moines och placerades i malpåse. År 1981 genomfördes en studie för att utvärdera ifall Des Moines och hennes systerfartyg Salem kunde moderniseras och återaktiveras. Studien visade att kostnaden per fartyg skulle ha blivit nästan lika hög som för Iowa-klassen och man valde därför att modernisera slagskeppen i stället. Hon blev kvar i malpåsen fram till 1993 då hon avfördes. År 2005 såldes hon som skrot och bogserades till Brownsville, Texas för upphuggning. Två av hennes 127 mm kanontorn donerades till USS Lexington  som låg som museifartyg i Corpus Christi, Texas.

#### USSSalem(CA-139)
Påbörjad: 4 juli 1945, Sjösatt: 25 mars 1947, Tagen i tjänst: 14 maj 1949, Avrustad: 30 januari 1959, Museifartyg i Quincy, Massachusetts sedan 1991

Efter att hon tagits i tjänst gjorde hon ett kortare besök i staden hon namngetts efter; Salem, Massachusetts innan hon fortsatte till Guantánamo för tre månaders inkörning. I likhet med Des Moines tjänstgjorde Salem i sju omgångar som flaggskepp för sjätte flottan i Medelhavet. Under hennes fjärde patrull i Medelhavet 1953 genomförde hon humanitära insatser efter Jordbävningen på Joniska öarna.
År 1956 användes Salem för att efterlikna det tyska fickslagskeppet Admiral Graf Spee under inspelningen av filmen Slaget vid Rio de la Plata. Salem skulle ha avrustats 1958, men Libanonkrisen gav henne några månaders respit innan hon till sist avrustades och placerades i malpåse i januari 1959. I oktober 1994 bogserades hon tillbaka till Quincy i Massachusetts där hon byggdes för att bli museifartyg. Som museifartyg fick hon rykte om sig att vara hemsökt och har undersökts i TV-serien Ghost Hunters. I september 2013 tvingades museet stänga på grund av att kajen som Salem låg förtöjd vid hade börjat rasa. Hon planeras att flyttas till Boston, Massachusetts under 2015, men flytten blev inte längre än till kajen intill.

#### USSNewport News(CA-148)
Påbörjad: 1 oktober 1945, Sjösatt: 6 mars 1948, Tagen i tjänst: 29 januari 1949, Avrustad: 27 juni 1975, Skrotad i februari 1993

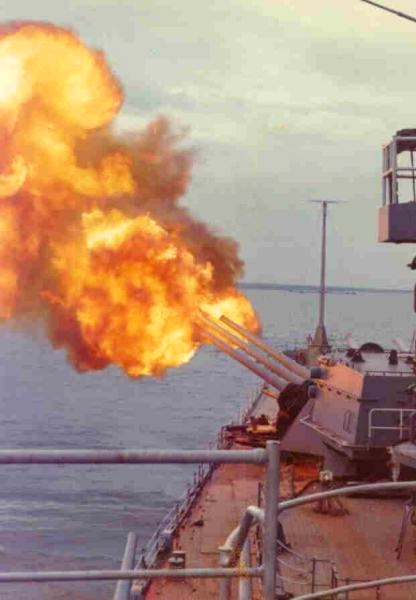
Newport News avfyrar sina tunga kanoner mot mål i Vietnam.

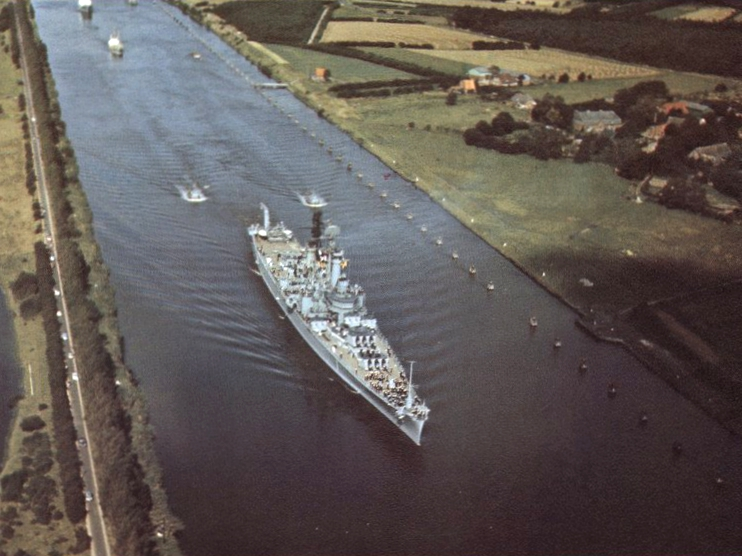
USS Newport News passerar Kielkanalen 1962.

Precis som Des Moines och Salem tjänstgjorde Newport News tidvis som flaggskepp för sjätte flottan i Medelhavet, men hon patrullerade också i Karibien och besökte 1958 bland annat New Orleans, Balboa och Guantánamo. Under en patrull i östra Medelhavet i mars 1960 fick hon order om att så fort som möjligt gå till Agadir i Marocko som drabbats av en svår jordbävning. Hon nådde Agadir den 3 mars efter att ha hållit en fart på 31 knop i över 40 timmar. Under vintern 1962 byggdes hon om och fick bättre kommunikations- och ledningsförmåga för att kunna tjänstgöra som flaggskepp för andra flottan, en roll som hon fick axla under Kubakrisen.
I september 1967 avlöstes hon av USS Springfield som flaggskepp för andra flottan och skickades i stället till vattnen utanför Vietnam. Den 9 oktober avfyrade hon för första gången sina kanoner i strid som eldunderstöd under operation Sea Dragon. Under den operationen som varade i 50 dygn besköt hon totalt 156 olika landmål. Men operationen var inte riskfri. Den 19 december 1967 utväxlade hon eld med runt 20 olika vietnamesiska kustbatterier som avfyrade över 300 granater mot henne, dock utan att få in någon direktträff, men hon träffades av splitter från nära missar. Efter det fick hon smeknamnet The Gray Ghost from the East Coast. Efter operation Sea Dragon fortsatte hon att ge eldunderstöd till 3:e marindivisionen, ibland under flera veckor i sträck. Totalt avfyrade hon 59 241 spränggranater mot olika mål under sammanlagt tre patruller utanför Vietnam. Sommaren 1972 genomförde hon tillsammans med kryssarna Oklahoma City och Providence en räd mot hamnen i Hai Phong.
Den 1 oktober 1972 exploderade en granat i eldröret på en av hennes kanoner. Explosionen dödade tjugo man och skadade tio samt vållade omfattande skador på kanontornet. Att ersätta kanontornet med ett från Des Moines eller Salem (som låg i malpåse) bedömdes vara för dyrt. I stället förseglades tornet och Newport News fick fortsätta resten av sin bana med bara två fungerande kanontorn. Hon avrustades i juni 1975 och låg i malpåse fram till februari 1993 då hon såldes som skrot.